# Denkmäler der Provinz Gansu
Die Denkmalliste der Provinz Gansu (chinesisch 甘肅省文物保護單位 / 甘肃省省级文物保护单位名单, Pinyin Gānsù shěng wénwù bǎohù dānwèi – „Denkmäler der Provinz Gansu“) ist eine vom Amt für Kulturgegenstände der Provinz Gansu (甘肃省文物局,  Gansu sheng wenwu ju) in der Volksrepublik China aufgestellte Denkmalliste von geschützten historischen Stätten und Kulturgütern. Sie werden von der Volksregierung der Provinz Gansu bestimmt und vom Staatsrat der Volksrepublik China bekanntgegeben.
Eine erste Liste wurde 1963 erstellt, eine zweite im Jahr 1979. Sie wurde inzwischen mehrmals um ein Mehrfaches erweitert. Die Liste umfasst bedeutende Stätten für Geschichte, Religion, Kunst und Wissenschaft: Gebäude, Gräber, alte Architektur, Klöster, Steininschriften und anderes.
Ein Teil der Denkmäler der Provinz Gansu steht auch auf der Liste der Denkmäler der Volksrepublik China.

## Übersicht
| Nr. | Name | Ort (Bezirk, Kreis/Stadtbezirk) | Zeit                                                                                                   | Verschiedenes                                                                          |
| 1   | Xipogua yizhi 西坡坬遗址 (Xipogua-Stätte)                                                                                                  | Lanzhou, Qilihe 兰州市七里河区 | Neolithikum                                                                                            |                                                                                        |
| 2   | Caojiaju yizhi 曹家咀遗址 (Caojiaju-Stätte)                                                                                                | Lanzhou, Qilihe 兰州市七里河区 | Neolithikum bis Bronzezeit (inkl. Heimaoling 黑毛岭, Qinggangcha 青岗岔)                               |                                                                                        |
| 3   | Sanjiashan yizhi 三家山遗址 (Sanjiashan-Stätte)                                                                                            | Lanzhou, Xigu 兰州市西固区 | Neolithikum                                                                                            |                                                                                        |
| 4   | Hongshan Daping yizhi 红山大坪遗址 | Lanzhou, Honggu 兰州市红古区 | Neolithikum                                                                                            |                                                                                        |
| 5   | Maodaolingping yizhi 茅道岭坪遗址 | Lanzhou, Honggu 兰州市红古区 | Neolithikum                                                                                            |                                                                                        |
| 6   | Shanchengtai yizhi 山城台遗址 | Lanzhou, Honggu 兰州市红古区 | Neolithikum                                                                                            |                                                                                        |
| 7   | Bajiaping yizhi 把家坪遗址 | Yongdeng 永登县 | Neolithikum                                                                                            |                                                                                        |
| 8   | Dashagou yizhi 大沙沟遗址 | Yongdeng 永登县 | Neolithikum                                                                                            |                                                                                        |
| 9   | Dujiaping yizhi 杜家坪遗址 | Yongdeng 永登县 | Neolithikum                                                                                            |                                                                                        |
| 10  | Jiangjiaping yizhi 蒋家坪遗址 | Yongdeng 永登县 | Neolithikum                                                                                            |                                                                                        |
| 11  | Lijiaping yizhi 李家坪遗址 | Yongdeng 永登县 | Neolithikum                                                                                            |                                                                                        |
| 12  | Tuanzhuang yizhi 团庄遗址 | Yongdeng 永登县 | Neolithikum                                                                                            |                                                                                        |
| 13  | Fangjiagou yizhi 方家沟遗址 | Yuzhong 榆中县 | Neolithikum                                                                                            |                                                                                        |
| 14  | Guojiawan yizhi 郭家湾遗址 | Yuzhong 榆中县 | Neolithikum                                                                                            |                                                                                        |
| 15  | Hongsi yizhi 红寺遗址 | Yuzhong 榆中县 | Neolithikum bis Bronzezeit                                                                             |                                                                                        |
| 16  | Majiagua yizhi 马家坬遗址 | Yuzhong 榆中县 | Neolithikum bis Bronzezeit                                                                             |                                                                                        |
| 17  | Xiguanying chengzhi 夏官营城址 | Yuzhong 榆中县 | Song-Dynastie                                                                                          |                                                                                        |
| 18  | Shiyingzhuang baozhi 十营庄堡址 | Jiayuguan 嘉峪关市 | Ming-Dynastie                                                                                          |                                                                                        |
| 19  | Yemawanbao yizhi 野麻湾堡遗址 | Jiayuguan 嘉峪关市 | Ming-Dynastie                                                                                          |                                                                                        |
| 20  | Jinchuan Sanjiaocheng yizhi 金川三角城遗址                                                                                                 | Jinchang, Jinchuan 金昌市金川区 | Bronzezeit                                                                                             |                                                                                        |
| 21  | Damiaocheng chengzhi 大庙城城址 | Jinchang, Jinchuan 金昌市金川区 | Wei 魏, Jin- 晋 bis Tang-Dynastie                                                                      |                                                                                        |
| 22  | Luanniaocheng yizhi 鸾鸟城城址 | Yongchang 永昌县 | Han-Dynastie bis Tang-Dynastie                                                                         |                                                                                        |
| 23  | Shacheng chengzhi 沙城城址 | Yongchang 永昌县 | Jin-Zeit 晋代                                                                                          |                                                                                        |
| 24  | Shuiquanbao chengzhi 水泉堡城址 | Yongchang 永昌县 | Ming-Dynastie                                                                                          |                                                                                        |
| 25  | Beichengnan chengzhi 北城滩城址 | Jingyuan 靖远县 | Tang-Dynastie                                                                                          |                                                                                        |
| 26  | Heichengzi 黑城子 | Jingyuan 靖远县 | Tang-Dynastie bis Song-Dynastie                                                                        |                                                                                        |
| 27  | Niumendong yizhi 牛门洞遗址 | Kreis Huining 会宁县 | Neolithikum bis Bronzezeit                                                                             |                                                                                        |
| 28  | Xiningcheng yizhi 西宁城遗址 | Kreis Huining 会宁县 | Nördliche Song-Dynastie                                                                                |                                                                                        |
| 29  | Guohamacheng 郭蛤蟆城 | Huining 会宁县 | Song-Dynastie                                                                                          |                                                                                        |
| 30  | Yongtai chengzhi 永泰城址 (inkl. 城址和永泰小学)                                                                                           | Jingtai 景泰县 | Ming-Dynastie                                                                                          |                                                                                        |
| 31  | Xishanping yizhi 西山坪遗址 | Tianshui, Qinzhou 天水市秦州区 | Neolithikum bis Bronzezeit                                                                             |                                                                                        |
| 32  | Nankuo si yizhi 南廓寺遗址 (inkl. 建筑（清）)                                                                                              | Tianshui 天水市, Qinzhou 秦州区 | Tang-Dynastie, Song-Dynastie                                                                           |                                                                                        |
| 33  | Fengtaishan yizhi 卦台山遗址 | Tianshui, Maiji 天水市麦积区 | Neolithikum                                                                                            |                                                                                        |
| 34  | Chaijiaping yizhi 柴家坪遗址 | Tianshui, Maiji 天水市麦积区 | Neolithikum bis Bronzezeit                                                                             |                                                                                        |
| 35  | Fanjiacheng yizhi 樊家城遗址 | Tianshui, Maiji 天水市麦积区 | Neolithikum bis Bronzezeit                                                                             |                                                                                        |
| 36  | Mapaoquan yizhi 马跑泉遗址 | Tianshui, Maiji 天水市麦积区 | Neolithikum bis Bronzezeit                                                                             |                                                                                        |
| 37  | Zhangluo yizhi 张罗遗址 | Tianshui, Maiji 天水市麦积区 | Neolithikum bis Bronzezeit                                                                             |                                                                                        |
| 38  | Yongqingbao yizhi 永清堡遗址 | Qingshui 清水县 | Neolithikum bis Bronzezeit                                                                             |                                                                                        |
| 39  | Dadiwan yizhi 大地湾遗址 | Qin’an 秦安县 | Neolithikum                                                                                            |                                                                                        |
| 40  | Huidir yizhi 灰地儿遗址 (inkl. 尚家坬) | Gangu 甘谷县 | Neolithikum                                                                                            |                                                                                        |
| 41  | Weishuiyu yizhi 渭水峪遗址 | Gangu 甘谷县 | Neolithikum                                                                                            |                                                                                        |
| 42  | Maojiaping yizhi 毛家坪遗址 | Gangu 甘谷县 | Neolithikum bis Bronzezeit, Zhou-Dynastie                                                              |                                                                                        |
| 43  | Lixinzhen yizhi 礼辛镇遗址 | Gangu 甘谷县 | Neolithikum bis Bronzezeit, Han-Dynastie                                                               |                                                                                        |
| 44  | Langjiao ? yizhi 狼叫屲遗址 | Wushan 武山县 | Paläolithikum, Neolithikum                                                                             |                                                                                        |
| 45  | Dapingtou yizhi 大坪头遗址 | Wushan 武山县 | Neolithikum                                                                                            |                                                                                        |
| 46  | Fujiamen yizhi 付家门遗址 | Wushan 武山县 | Neolithikum bis Bronzezeit                                                                             |                                                                                        |
| 47  | Guanerxia yizhi 观儿下遗址 | Wushan 武山县 | Neolithikum bis Bronzezeit                                                                             |                                                                                        |
| 48  | Xizaoping yizhi 西旱坪遗址 | Wushan 武山县 | Neolithikum bis Bronzezeit, Zeit der Streitenden Reiche, Han-Dynastie                                  |                                                                                        |
| 49  | Dongzaoping yizhi 东旱坪遗址 | Wushan 武山县 | Neolithikum bis Ming-Dynastie                                                                          |                                                                                        |
| 50  | Miaopuyuan yizhi 苗圃园遗址 | Zhangjiachuan (Hui) 张家川回族自治县 | Neolithikum                                                                                            |                                                                                        |
| 51  | Diaobaoliang yizhi 碉堡梁遗址 | Zhangjiachuan (Hui) 张家川回族自治县 | Neolithikum bis Bronzezeit                                                                             |                                                                                        |
| 52  | Xiachengzi chengzhi 下城子城址 | Zhangjiachuan (Hui) 张家川回族自治县 | Han-Dynastie bis Song-Dynastie                                                                         |                                                                                        |
| 53  | Guojiashan yizhi 郭家山遗址 (inkl. Hanmu 汉墓)                                                                                             | Wuwei, Liangzhou 武威市凉州区 | Neolithikum                                                                                            |                                                                                        |
| 54  | Maolinshan yizhi 茂林山遗址 | Wuwei, Liangzhou 武威市凉州区 | Neolithikum                                                                                            |                                                                                        |
| 55  | Waguannan yizhi 瓦罐滩遗址 | Wuwei, Liangzhou 武威市凉州区 | Neolithikum                                                                                            |                                                                                        |
| 56  | Moquzi ji muqun 磨咀子遗址及墓群 | Wuwei, Liangzhou 武威市凉州区 | Neolithikum, Han-Dynastie                                                                              |                                                                                        |
| 57  | Huangniangniangtai yizhi 皇娘娘台遗址 | Wuwei, Liangzhou 武威市凉州区 | Bronzezeit                                                                                             |                                                                                        |
| 58  | Wangjingzhai chengzhi王景寨城址 | Wuwei, Liangzhou 武威市凉州区 | Han-Dynastie                                                                                           |                                                                                        |
| 59  | Wuwei Suoyangcheng chengzhi 武威锁阳城城址                                                                                                 | Wuwei, Liangzhou 武威市凉州区 | Han-Dynastie                                                                                           |                                                                                        |
| 60  | Zhangyibao chengzhi 张义堡城址 | Wuwei, Liangzhou 武威市凉州区 | Han-Dynastie, Ming-Dynastie                                                                            |                                                                                        |
| 61  | Haimusi yizhi 亥母寺遗址 | Wuwei, Liangzhou 武威市凉州区 | Xixia 西夏                                                                                             |                                                                                        |
| 62  | Tarwan yizhi 塔儿湾遗址 | Wuwei, Liangzhou 武威市凉州区 | Xixia 西夏                                                                                             |                                                                                        |
| 63  | Baitasi yizhi 白塔寺遗址 | Wuwei, Liangzhou 武威市凉州区 | Yuan-Dynastie                                                                                          |                                                                                        |
| 64  | Wuwei Mancheng 武威满城 | Wuwei, Liangzhou 武威市凉州区 | Qing-Dynastie                                                                                          |                                                                                        |
| 65  | Liuhudun yizhi 柳湖墩遗址 | Minqin 民勤县 | Bronzezeit                                                                                             |                                                                                        |
| 66  | Minqin Sanjiaocheng yizhi 民勤三角城遗址 (inkl. 遗址, 城址和窑址)                                                                          | Minqin 民勤县 | Bronzezeit, Han-Dynastie                                                                               |                                                                                        |
| 67  | Duanzihaochaowan chengzhi 端字号柴湾城址                                                                                                   | Minqin 民勤县 | Han-Dynastie                                                                                           |                                                                                        |
| 68  | Sifangdun yizhi 四方墩遗址 (inkl. 墩台) | Minqin 民勤县 | Han-Dynastie bis Wei 魏, Jin 晋                                                                        |                                                                                        |
| 69  | Minqin Liancheng chengzhi 民勤连城城址 | Minqin 民勤县 | Han-Dynastie, Tang-Dynastie                                                                            |                                                                                        |
| 70  | Hongshabao chengzhi 红沙堡城址 | Minqin 民勤县 | Han-Dynastie bis Ming-Dynastie                                                                         |                                                                                        |
| 71  | Minqin gucheng 民勤古城 | Minqin 民勤县 | Han-Dynastie bis Ming-Dynastie                                                                         |                                                                                        |
| 72  | Dong'anbao gucheng 东安堡古城 | Minqin 民勤县 | Xixia                                                                                                  |                                                                                        |
| 73  | Duojialiang yizhi 朵家梁遗址 | Gulang 古浪县 | Neolithikum                                                                                            |                                                                                        |
| 74  | Laocheng yizhi 老城遗址 | Gulang 古浪县 | Neolithikum                                                                                            |                                                                                        |
| 75  | Guliang Sanjiaocheng yizhi 古浪三角城遗址                                                                                                  | Gulang 古浪县 | Han-Dynastie bis Tang-Dynastie                                                                         |                                                                                        |
| 76  | Luojiawan yizhi 罗家湾遗址 | Tianzhu (Tibeter) 天祝藏族自治县 | Neolithikum                                                                                            |                                                                                        |
| 77  | Songshan xincheng 松山新城 | Tianzhu (Tibeter) 天祝藏族自治县 | Ming-Dynastie                                                                                          |                                                                                        |
| 78  | Schwarzwasserstaat-Stätte 黑水国遗址 (umfasst neolithische Stätte 新石器时代遗址, Han Jin muqun 汉晋墓群, Nancheng 南城 und Beicheng 北城) | Zhangye, Ganzhou 张掖市甘州区 | Han-Dynastie bis Wei 魏, Jin 晋                                                                        |                                                                                        |
| 79  | Xiwudangciyaozhi 西武当瓷窑址 | Zhangye, Ganzhou 张掖市甘州区 | Xixia 西夏                                                                                             |                                                                                        |
| 80  | Ganzhou guchengqiang 甘州古城墙 | Zhangye, Ganzhou 张掖市甘州区 | Ming-Dynastie                                                                                          |                                                                                        |
| 81  | Donghuishan yizhi 东灰山遗址 | Minle 民乐县 | Bronzezeit                                                                                             |                                                                                        |
| 82  | Xihuishan yizhi 西灰山遗址 | Minle 民乐县 | Bronzezeit                                                                                             |                                                                                        |
| 83  | Baguaying chengzhi ji muqun 八卦营城址及墓群                                                                                               | Minle 民乐县 | Han-Dynastie                                                                                           |                                                                                        |
| 84  | Hongshaqu yizhi 红沙渠遗址 | Linze 临泽县 | Ming-Dynastie                                                                                          |                                                                                        |
| 85  | Yangtigou chengzhi 羊蹄沟城址 | Gaotai 高台县 | Han-Dynastie, Ming-Dynastie                                                                            |                                                                                        |
| 86  | Luotuo chengyi ji muqun 骆驼城遗址及墓群                                                                                                   | Gaotai 高台县 | Han-Dynastie bis Tang-Dynastie (inkl. 骆驼城, 骆驼城小城址, 东南墓群, 西南墓群和五座窑窑址)            |                                                                                        |
| 87  | Xusanwancheng ji muqun 许三湾城及墓群 | Gaotai 高台县 | Han-Dynastie bis Tang-Dynastie (inkl. 许三湾城, 许三湾小城址, 东墓群, 西南墓群和五道梁墓群)            |                                                                                        |
| 88  | Sibatan yizhi 四坝滩遗址 | Shandan 山丹县 | Bronzezeit                                                                                             |                                                                                        |
| 89  | Haobeitan yizhi ji muqun 壕北滩遗址及墓群                                                                                                  | Shandan 山丹县 | Bronzezeit, Han-Dynastie                                                                               |                                                                                        |
| 90  | Caogou Jingchengzhi ji muqn yizhi 草沟井城址及墓群                                                                                         | Sunan, Yugur 肃南裕固族自治县 | Han-Dynastie, Ming-Dynastie                                                                            |                                                                                        |
| 91  | Minghaicheng yizhi 明海城遗址 | Sunan, Yugur 肃南裕固族自治县 | Tang-Dynastie                                                                                          |                                                                                        |
| 92  | Gannan Huangcheng chengzhi 肃南皇城城址 | Sunan, Yugur 肃南裕固族自治县 | Yuan-Dynastie                                                                                          |                                                                                        |
| 93  | Maolaiquanbao 卯来泉城堡 | Sunan, Yugur 肃南裕固族自治县 | Ming-Dynastie                                                                                          |                                                                                        |
| 94  | Nanchengzi yizhi 南城子遗址 | Sunan, Yugur 肃南裕固族自治县 | Ming-Dynastie                                                                                          |                                                                                        |
| 95  | Donggou yizhi 东沟遗址 | Pingliang, Kongtong 平凉市崆峒区 | Neolithikum bis Bronzezeit 包括黑刺山, 庙坪                                                            |                                                                                        |
| 96  | Sishan yizhi 寺山遗址 | Pingliang, Kongtong 平凉市崆峒区 | Neolithikum bis Bronzezeit 包括间沟河                                                                  |                                                                                        |
| 97  | Sujiatai yizhi 苏家台遗址 | Pingliang, Kongtong 平凉市崆峒区 | Neolithikum bis Bronzezeit                                                                             |                                                                                        |
| 98  | Anyuanping yizhi 安塬坪遗址 | Pingliang, Kongtong 平凉市崆峒区 | Neolithikum bis Bronzezeit, Zhou-Dynastie                                                              |                                                                                        |
| 99  | Wayaoshan yizhi 瓦窑山遗址 | Pingliang, Kongtong 平凉市崆峒区 | Neolithikum bis Bronzezeit, Zhou-Dynastie                                                              |                                                                                        |
| 100 | Panyuan gucheng 潘原故城 | Pingliang, Kongtong 平凉市崆峒区 | Han-Dynastie bis Tang-Dynastie                                                                         |                                                                                        |
| 101 | Niujiaogou yizhi 牛角沟遗址 | Jingchuan 泾川县 | Paläolithikum                                                                                          |                                                                                        |
| 102 | Xiangmingxiping yizhi 向明西坪遗址 | Jingchuan 泾川县 | Neolithikum bis Bronzezeit                                                                             |                                                                                        |
| 103 | Zaolinzi yizhi 枣林子遗址 | Jingchuan 泾川县 | Neolithikum bis Bronzezeit                                                                             |                                                                                        |
| 104 | Yuanzuishan yizhi 圆嘴山遗址 | Jingchuan 泾川县 | Neolithikum bis Bronzezeit, Zhou-Dynastie                                                              |                                                                                        |
| 105 | Jingzhou gucheng 泾州古城 | Jingchuan 泾川县 | Han-Dynastie bis Yuan-Dynastie                                                                         |                                                                                        |
| 106 | Changwu 长武城 | Jingchuan 泾川县 | Sui-Dynastie bis Yuan-Dynastie 包括城址, 仰韶, 齐家和周文化遗址                                        |                                                                                        |
| 107 | Caomaidian yizhi 草脉殿遗址 | Lingtai 灵台县 | Neolithikum bis Bronzezeit                                                                             |                                                                                        |
| 108 | Jianjiaju yizhi 蒋家咀遗址 | Lingtai 灵台县 | Neolithikum bis Bronzezeit                                                                             |                                                                                        |
| 109 | Qijialing yizhi 齐家岭遗址 | Lingtai 灵台县 | Neolithikum bis Bronzezeit                                                                             |                                                                                        |
| 110 | Xibaozi yizhi 西堡子山遗址 | Lingtai 灵台县 | Neolithikum bis Bronzezeit                                                                             |                                                                                        |
| 111 | Xishan yizhi 西山遗址 | Lingtai 灵台县 | Neolithikum bis Bronzezeit                                                                             |                                                                                        |
| 112 | Yangmianling yizhi 阳面岭遗址 | Lingtai 灵台县 | Neolithikum bis Bronzezeit                                                                             |                                                                                        |
| 113 | Yaoli yizhi 姚李遗址 | Lingtai 灵台县 | Neolithikum bis Bronzezeit                                                                             |                                                                                        |
| 114 | Lujiayuan yizhi 鲁家原遗址 | Chongxin 崇信县 | Neolithikum                                                                                            |                                                                                        |
| 115 | Liangpo yizhi 梁坡遗址 | Chongxin 崇信县 | Neolithikum bis Bronzezeit, Zhou-Dynastie                                                              |                                                                                        |
| 116 | Tongchanggou tongkuangzhi 铜场沟铜矿址 | Huating 华亭县 | Song-Dynastie bisMing-Dynastie                                                                         |                                                                                        |
| 117 | Ankou Yangjiakou yaozhi 安口杨家沟瓷窑址                                                                                                   | Huating 华亭县 | Song-Dynastie bis Qing-Dynastie                                                                        |                                                                                        |
| 118 | Shuangbaozigou yizhi 双堡子沟遗址 | Zhuanglang 庄浪县 | Paläolithikum                                                                                          |                                                                                        |
| 119 | Changweigoumen yizhi 长尾沟门遗址 | Zhuanglang 庄浪县 | Paläolithikum bis Neolithikum                                                                          |                                                                                        |
| 120 | Chuankouliujia yizhi 川口柳家遗址 | Zhuanglang 庄浪县 | Neolithikum bis Bronzezeit                                                                             |                                                                                        |
| 121 | Gudongmen yizhi 古洞门遗址 | Zhuanglang 庄浪县 | Neolithikum bis Bronzezeit                                                                             |                                                                                        |
| 122 | Xulinian yizhi 徐李碾遗址 | Zhuanglang 庄浪县 | Neolithikum bis Bronzezeit 包括堡子坪和狮子屲                                                          |                                                                                        |
| 123 | Yujiayuan yizhi 余家塬遗址 | Zhuanglang 庄浪县 | Neolithikum bis Bronzezeit                                                                             |                                                                                        |
| 124 | Miaorping yizhi 庙儿坪遗址 | Jingning 静宁县 | Neolithikum bis Bronzezeit 包括史前遗址和汉墓                                                          |                                                                                        |
| 125 | Chengji gucheng 成纪古城 | Jingning 静宁县 | Han-Dynastie                                                                                           |                                                                                        |
| 126 | Zhaojia shuimo yizhi 赵家水磨遗址 | Jiuquan, Suzhou 酒泉市肃州区 | Neolithikum bis Bronzezeit                                                                             |                                                                                        |
| 127 | Ganguya yizhi ji muqun 干骨崖遗址及墓群 | Jiuquan, Suzhou 酒泉市肃州区 | Bronzezeit, Han-Dynastie, 晋                                                                           |                                                                                        |
| 128 | Jiuquan huangcheng chengzhi 酒泉皇城城址                                                                                                   | Jiuquan, Suzhou酒泉市肃州区 | Han-Dynastie bis Tang-Dynastie                                                                         |                                                                                        |
| 129 | Jiuquan Guchengmen 酒泉古城门 | Jiuquan, Suzhou 酒泉市肃州区 | Ming-Dynastie                                                                                          |                                                                                        |
| 130 | Shaguoliang yizhi 砂锅梁遗址 | Yumen 玉门市 | Neolithikum bis Bronzezeit 包括遗址和窑址                                                              |                                                                                        |
| 131 | Huoshaogou yizhi 火烧沟遗址 | Yumen 玉门市 | Bronzezeit                                                                                             |                                                                                        |
| 132 | Sangedun yizhi ji muqun 三个墩遗址及墓群                                                                                                   | Yumen 玉门市 | Han-Dynastie                                                                                           |                                                                                        |
| 133 | Majuanwan yizhi 马圈湾遗址 | Dunhuang 敦煌市 | Han-Dynastie                                                                                           |                                                                                        |
| 134 | Shouchangcheng yizhi 寿昌城遗址 | Dunhuang 敦煌市 | Han-Dynastie                                                                                           |                                                                                        |
| 135 | Yumenguan ji changcheng fengsui yizhi 玉门关及长城烽燧遗址（包括大方盘, 小方盘）                                                           | Dunhuang 敦煌市 | Han-Dynastie 包括玉门关遗址（即小方盘城）, 河仓城遗址（即大方盘城）和附近长城及其烽燧遗址              |                                                                                        |
| 136 | Xuanquanzhi yizhi 悬泉置遗址 | Dunhuang 敦煌市 | Han-Dynastie bis Wei 魏, Jin 晋                                                                        |                                                                                        |
| 137 | Yangguan yizhi 阳关遗址 | Dunhuang 敦煌市 | Han-Dynastie, Jin 晋 (包括古董滩和墩墩山烽燧)                                                          |                                                                                        |
| 138 | Shazhoucheng yizhi 沙州城遗址 | Dunhuang 敦煌市 | Tang-Dynastie                                                                                          |                                                                                        |
| 139 | Ganggangwa yizhi 缸缸洼遗址 | Jinta 金塔县 | Bronzezeit                                                                                             |                                                                                        |
| 140 | Huoshiliang yizhi 火石梁遗址 | Jinta 金塔县 | Bronzezeit                                                                                             |                                                                                        |
| 141 | Dawancheng yizhi 大湾城遗址 | Jinta 金塔县 | Han-Dynastie                                                                                           |                                                                                        |
| 142 | Diwancheng yizhi 地湾城遗址 | Jinta 金塔县 | Han-Dynastie                                                                                           |                                                                                        |
| 143 | Jianshuijinguan yizhi 肩水金关遗址 | Jinta 金塔县 | Han-Dynastie                                                                                           |                                                                                        |
| 144 | Xisanjiaocheng yizhi 西三角城遗址 | Jinta 金塔县 | Han-Dynastie 包括城址和窑址                                                                            |                                                                                        |
| 145 | Liangchaigou yizhi 浪柴沟遗址 | Guazhou 瓜州县 | Han-Dynastie                                                                                           |                                                                                        |
| 146 | Ming'an xiancheng yizhi 冥安县城遗址 | Guazhou 瓜州县 | Han-Dynastie                                                                                           |                                                                                        |
| 147 | Bazhou gucheng 巴州古城 | Guazhou 瓜州县 | Han-Dynastie bis Jin 晋                                                                                |                                                                                        |
| 148 | Hanhunao yizhi 旱湖脑遗址 | Guazhou 瓜州县 | Han-Dynastie, Jin 晋                                                                                   |                                                                                        |
| 149 | Pochengzi yizhi 破城子遗址 | Guazhou 瓜州县 | Han-Dynastie bis Tang-Dynastie                                                                         |                                                                                        |
| 150 | Liugongcheng yizhi 六工城遗址 | Guazhou 瓜州县 | Han-Dynastie bis Qing-Dynastie 包括城址及附近墓群                                                      |                                                                                        |
| 151 | Jinchang Junchengzhi 晋昌郡城址 | Guazhou 瓜州县 | Jin- 晋 bis Tang-Dynastie                                                                              |                                                                                        |
| 152 | Suoyangcheng yizhi 锁阳城遗址 | Guazhou 瓜州县 | Sui-Dynastie, Tang-Dynastie 包括城址, 4号房址, 窑址和塔尔寺                                            |                                                                                        |
| 153 | Dangcheng yizhi 党城遗址 | Subei (Mongolen) 肃北蒙古族自治县 | Jin- 晋 bis Song-Dynastie                                                                              |                                                                                        |
| 154 | Shibaocheng yizhi 石包城遗址 | Subei (Mongolen) 肃北蒙古族自治县 | Jin- 晋 bis Song-Dynastie                                                                              |                                                                                        |
| 155 | Jujiayuan yizhi 巨家塬遗址 | Qingyang, Xifeng庆阳市西峰区 | Paläolithikum                                                                                          |                                                                                        |
| 156 | Baimayuan yizhi 白马原遗址 | Qingyang, Xifeng 庆阳市西峰区 | Neolithikum                                                                                            |                                                                                        |
| 157 | Nanzuo yizhi 南佐遗址 | Qingyang, Xifeng 庆阳市西峰区 | Neolithikum                                                                                            |                                                                                        |
| 158 | Majianuanquan yizhi 麻家暖泉遗址 | Qingcheng 庆城县 | Neolithikum                                                                                            |                                                                                        |
| 159 | Wujialing yizhi 吴家岭遗址 | Qingcheng 庆城县 | Neolithikum                                                                                            |                                                                                        |
| 160 | Liujiacha yizhi 刘家岔遗址 | Huan 环县 | Paläolithikum                                                                                          |                                                                                        |
| 161 | Loufangzi yizhi 楼房子遗址 | Huan 环县 | Paläolithikum                                                                                          |                                                                                        |
| 162 | Shangxiping yizhi 尚西坪遗址 | Huan 环县 | Neolithikum bis Bronzezeit                                                                             |                                                                                        |
| 163 | Huanxian gucheng 环县故城 | Huan 环县 | Song-Dynastie                                                                                          |                                                                                        |
| 164 | Langoumen yizhi 兰沟门遗址 | Huachi 华池县 | Neolithikum                                                                                            |                                                                                        |
| 165 | Nianzitang yizhi 碾子塘遗址 | Huachi 华池县 | Neolithikum                                                                                            |                                                                                        |
| 166 | Erjiangcheng chengzhi 二将城城址 | Huachi 华池县 | Song-Dynastie                                                                                          |                                                                                        |
| 167 | Chengjiachuan yizhi 程家川遗址 | Heshui 合水县 | Neolithikum                                                                                            |                                                                                        |
| 168 | Dongguan yizhi 东关遗址 | Heshui 合水县 | Neolithikum                                                                                            |                                                                                        |
| 169 | Bujiayaoxian yizhi卜家崾岘遗址 | Heshui 合水县 | Neolithikum bis Bronzezeit                                                                             |                                                                                        |
| 170 | Gangouqiao yizhi 干沟桥遗址 | Heshui 合水县 | Neolithikum bis Bronzezeit 包括东碑子渠                                                                |                                                                                        |
| 171 | Wagangchuan yizhi 瓦岗川遗址 | Heshui 合水县 | Neolithikum bis Bronzezeit                                                                             |                                                                                        |
| 172 | Jiuzhan yizhi 九站遗址 | Heshui 合水县 | Bronzezeit                                                                                             |                                                                                        |
| 173 | Hanzi yizhi 汉子遗址 | Zhengning 正宁县 | Neolithikum                                                                                            |                                                                                        |
| 174 | Zhoujia yizhi 周家遗址 | Zhengning 正宁县 | Neolithikum                                                                                            |                                                                                        |
| 175 | Juren yizhi 苟仁遗址 | Zhengning 正宁县 | Neolithikum, Zhou-Dynastie                                                                             |                                                                                        |
| 176 | Dianzigou yizhi 店子沟遗址 | Ning 宁县 | Neolithikum                                                                                            |                                                                                        |
| 177 | Laozhuanggou yizhi 老庄沟遗址 | Ning 宁县 | Neolithikum bis Bronzezeit                                                                             |                                                                                        |
| 178 | Shilingzi yizhi 石岭子遗址 | Ning 宁县 | Neolithikum bis Bronzezeit                                                                             |                                                                                        |
| 179 | Zhangbao yizhi 张堡遗址 | Ning 宁县 | Neolithikum bis Bronzezeit                                                                             |                                                                                        |
| 180 | Tangjialing yizhi 康家岭遗址 | Ning 宁县 | Neolithikum bis Bronzezeit, Zhou-Dynastie                                                              |                                                                                        |
| 181 | Miaozuiping yizhi 庙嘴坪遗址 | Ning 宁县 | Neolithikum bis Bronzezeit, Zhou-Dynastie, Han-Dynastie                                                |                                                                                        |
| 182 | Xiaopo yizhi 小坡遗址 | Ning 宁县 | Neolithikum bis Bronzezeit, Zhou-Dynastie, Han-Dynastie                                                |                                                                                        |
| 183 | Yucun yizhi 遇村遗址 | Ning 宁县 | Zhou-Dynastie                                                                                          |                                                                                        |
| 184 | Chuankou yizhi 川口遗址 | Zhenyuan 镇原县 | Neolithikum                                                                                            |                                                                                        |
| 185 | Duanjiaping yizhi 段家坪遗址 | Zhenyuan 镇原县 | Neolithikum bis Bronzezeit                                                                             |                                                                                        |
| 186 | Gaozhuang yizhi 高庄遗址 | Zhenyuan 镇原县 | Neolithikum bis Bronzezeit                                                                             |                                                                                        |
| 187 | Pengyan gucheng 彭阳古城 | Zhenyuan 镇原县 | Han-Dynastie bis Song-Dynastie                                                                         |                                                                                        |
| 188 | Qin zhidao 秦直道 | Zhengning 正宁县, Ning 宁县, Huachi 华池县, Heshui 合水县 | Qin-Dynastie                                                                                           |                                                                                        |
| 189 | Dingxi Baoziping yizhi 定西堡子坪遗址 | Dingxi, Anding 定西市安定区 | Neolithikum                                                                                            |                                                                                        |
| 190 | Anxi guchengzhi 安西古城址 | Dingxi, Anding 定西市安定区 | Song-Dynastie, Yuan-Dynastie                                                                           |                                                                                        |
| 191 | Pingxi guchengzhi 平西古城址 | Dingxi, Anding 定西市安定区 | Song-Dynastie, Yuan-Dynastie                                                                           |                                                                                        |
| 192 | Wenjiaping yizhi 温家坪遗址 | Tongwei 通渭县 | Neolithikum bis Bronzezeit                                                                             |                                                                                        |
| 193 | Longxi Liangjiaping yizhi 陇西梁家坪遗址                                                                                                   | Longxi 陇西县 | Neolithikum bis Bronzezeit                                                                             |                                                                                        |
| 194 | Lüjiaping yizhi 吕家坪遗址 | Longxi 陇西县 | Neolithikum bis Bronzezeit                                                                             |                                                                                        |
| 195 | Nuanquanshan yizhi 暖泉山遗址 | Longxi 陇西县 | Neolithikum bis Bronzezeit                                                                             |                                                                                        |
| 196 | Longxi Xihenan yizhi 陇西西河滩遗址 | Longxi 陇西县 | Zhou-Dynastie                                                                                          |                                                                                        |
| 197 | Shangping yizhi 上坪遗址 | Weiyuan 渭源县 | Neolithikum bis Bronzezeit                                                                             |                                                                                        |
| 198 | Shuijiayao yizhi 水家窑遗址 | Weiyuan 渭源县 | Neolithikum bis Bronzezeit                                                                             |                                                                                        |
| 199 | Siping yizhi 寺坪遗址 | Weiyuan 渭源县 | Neolithikum bis Bronzezeit                                                                             |                                                                                        |
| 200 | Wangjiaju yizhi 王家咀遗址 | Weiyuan 渭源县 | Neolithikum bis Bronzezeit                                                                             |                                                                                        |
| 201 | Simen yizhi 寺门遗址 | Lintao 临洮县 | Neolithikum                                                                                            |                                                                                        |
| 202 | Pingjiaping yizhi 冯家坪遗址 | Lintao 临洮县 | Neolithikum bis Bronzezeit                                                                             |                                                                                        |
| 203 | Gezhiping yizhi 格致坪遗址 | Lintao 临洮县 | Neolithikum bis Bronzezeit                                                                             |                                                                                        |
| 204 | Majiayao yizhi 马家窑遗址 | Lintao 临洮县 | Neolithikum bis Bronzezeit                                                                             |                                                                                        |
| 205 | Siwashan yizhi 寺洼山遗址 | Lintao 临洮县 | Neolithikum bis Bronzezeit                                                                             |                                                                                        |
| 206 | Xindiancundong yizhi 辛店村东遗址 | Lintao 临洮县 | Neolithikum bis Bronzezeit                                                                             |                                                                                        |
| 207 | Zhujiaping yizhi 朱家坪遗址 | Lintao 临洮县 | Neolithikum bis Bronzezeit                                                                             |                                                                                        |
| 208 | Huijugua yizhi 灰咀坬遗址 | Lintao 临洮县 | Bronzezeit 包括祁家坪, 石家坪                                                                          |                                                                                        |
| 209 | Jinjiaping yizhi 晋家坪遗址 | Zhang 漳县 | Neolithikum bis Bronzezeit                                                                             |                                                                                        |
| 210 | Xujiaping – Yaojiaping yizhi 徐家坪-岳家坪遗址                                                                                             | Zhang 漳县 | Neolithikum bis Bronzezeit                                                                             |                                                                                        |
| 211 | Xibaozi yizhi 西堡子遗址 | Zhang 漳县 | Neolithikum bis Han-Dynastie                                                                           |                                                                                        |
| 212 | Padiping yizhi 葩地坪遗址 | Min 岷县 | Neolithikum                                                                                            |                                                                                        |
| 213 | Shannashuzha yizhi 山那树扎遗址 | Min 岷县 | Neolithikum                                                                                            |                                                                                        |
| 214 | Dalijiaping – Miaoping yizhi 大李家坪—庙坪遗址                                                                                             | Longnan, Wudu 陇南市武都区 | Neolithikum                                                                                            |                                                                                        |
| 215 | Majiaya – Remjiaping yizhi ji muqun 冯家崖—任家坪遗址及墓葬                                                                                | Longnan, Wudu 陇南市武都区 | Neolithikum bis Bronzezeit                                                                             |                                                                                        |
| 216 | Baima guanchengzhi 白马关城址 | Kang 康县 | Qing-Dynastie                                                                                          |                                                                                        |
| 217 | Xiyuping yizhi 西峪坪遗址 | Xihe 西和县 | Neolithikum bis Bronzezeit                                                                             |                                                                                        |
| 218 | Chouchiguo yizhi 仇池国遗址 | Xihe 西和县 | Han-Dynastie bis Sui-Dynastie                                                                          |                                                                                        |
| 219 | Gaositou yizhi 高寺头遗址 | Li 礼县 | Neolithikum bis Bronzezeit, Zhou-Dynastie                                                              |                                                                                        |
| 220 | Shigouping yizhi 石沟坪遗址 | Li 礼县 | Neolithikum bis Bronzezeit, Zhou-Dynastie                                                              |                                                                                        |
| 221 | Dabaozishan yizhi ji muqun 大堡子山遗址及墓群                                                                                              | Li 礼县 | Westliche Zhou-Dynastie bis Zeit der Frühlings- und Herbstannalen                                      |                                                                                        |
| 222 | Luojiagayuan 罗家尕塬遗址 | Linxia 临夏市 | Neolithikum bis Bronzezeit                                                                             |                                                                                        |
| 223 | Wangping yizhi 王坪遗址 | Linxia 临夏市 | Neolithikum bis Bronzezeit                                                                             |                                                                                        |
| 224 | Yangjiahe yizhi 杨家河遗址 | Linxia 临夏县 | Neolithikum                                                                                            |                                                                                        |
| 225 | Yajiazhuang yizhi 崔家庄遗址 | Linxia 临夏县 | Neolithikum bis Bronzezeit                                                                             |                                                                                        |
| 226 | Renjiaya yizhi 任家崖遗址 | Linxia 临夏县 | Neolithikum bis Bronzezeit                                                                             |                                                                                        |
| 227 | Bianjialin yizhi 边家林遗址 | Kangle 康乐县 | Neolithikum bis Bronzezeit                                                                             |                                                                                        |
| 228 | Wangjia yizhi 王家遗址 | Kangle 康乐县 | Bronzezeit                                                                                             |                                                                                        |
| 229 | Xiaoci yizhi 小茨遗址 | Yongjing 永靖县 | Neolithikum                                                                                            |                                                                                        |
| 230 | Xingshutai yizhi 杏树台遗址 | Yongjing 永靖县 | Neolithikum bis Bronzezeit                                                                             |                                                                                        |
| 231 | Banshan yizhi 半山遗址 | Guanghe 广河县 | Neolithikum (包括半山, 瓦罐咀, 马井湾, 边家沟等)                                                       |                                                                                        |
| 232 | Qijiaping yizhi 齐家坪遗址 | Guanghe 广河县 | Neolithikum                                                                                            |                                                                                        |
| 233 | Xiping yizhi 西坪遗址 | Guanghe 广河县 | Neolithikum bis Bronzezeit                                                                             |                                                                                        |
| 234 | Zhaojia yizhi 赵家遗址 | Guanghe 广河县 | Neolithikum bis Bronzezeit                                                                             |                                                                                        |
| 235 | Xiawangjia yizhi 下王家遗址 | Autonomer Kreis der Dongxiang 东乡族自治县 | Paläolithikum                                                                                          |                                                                                        |
| 236 | Linjia yizhi 林家遗址 | Autonomer Kreis der Dongxiang 东乡族自治县 | Neolithikum                                                                                            |                                                                                        |
| 237 | Sanyuan yizhi 三塬遗址 | Autonomer Kreis der Dongxiang 东乡族自治县 | Neolithikum                                                                                            |                                                                                        |
| 238 | Sanping yizhi 三坪遗址 | Jishishan (Bonan, Dongxiang, Salar) 积石山保安族东乡族撒拉族自治县 | Neolithikum bis Bronzezeit                                                                             |                                                                                        |
| 239 | Xinzhuangping yizhi 新庄坪遗址 | Jishishan (Bonan, Dongxiang, Salar) 积石山保安族东乡族撒拉族自治县 | Neolithikum bis Bronzezeit                                                                             |                                                                                        |
| 240 | Mogou yizhi ji muqun 磨沟遗址及墓群 | Lintan 临潭县 | Neolithikum bis Bronzezeit                                                                             |                                                                                        |
| 241 | Niutoucheng yizhi 牛头城遗址 | Lintan 临潭县 | Tang-Dynastie                                                                                          |                                                                                        |
| 242 | Dazuping yizhi 大族坪遗址 | Zhuoni 卓尼县 | Neolithikum bis Bronzezeit                                                                             |                                                                                        |
| 243 | Yer yizhi 叶儿遗址 | Zhuoni卓尼县 | Neolithikum bis Bronzezeit                                                                             |                                                                                        |
| 244 | Yangba chengzhi 阳坝城址 | Zhuoni 卓尼县 | Tang-Dynastie                                                                                          |                                                                                        |
| 245 | Lingrba yizhi 岭儿坝遗址 | Zhouqu 舟曲县 | Neolithikum                                                                                            |                                                                                        |
| 246 | Beishanping yizhi 北山坪遗址 | Zhouqu 舟曲县 | Neolithikum bis Bronzezeit                                                                             |                                                                                        |
| 247 | Huanian chengzhi 华年城址 | Zhouqu 舟曲县 | Han-Dynastie                                                                                           |                                                                                        |
| 248 | Rannao yizhi 然闹遗址 | Diebu 迭部县 | Neolithikum bis Bronzezeit 包括遗址和唐叠州城址                                                        |                                                                                        |
| 249 | Bajiaocheng chengzhi 八角城城址 | Xiahe 夏河县 | Tang-Dynastie bis Yuan-Dynastie, Ming-Dynastie                                                         |                                                                                        |
| 250 | Sangke chengzhi 桑科城址 | Xiahe夏河县 | Song-Dynastie                                                                                          |                                                                                        |
| 251 | Zhanguo Qin changcheng ji yanxian chengzhang fengsui 战国秦长城及沿线城障烽燧                                                              | Lintao 临洮, Weiyuan 渭源, Longxi 陇西, Tongwei 通渭, Jingning 静宁, Zhenyuan 镇原, Huan 环县, Huachi 华池 u. a. | Zeit der Streitenden Reiche(秦)                                                                        |                                                                                        |
| 252 | Han changcheng ji yanxian chengzhang fengsui 汉长城及沿线城障烽燧                                                                          | Dunhuang 敦煌, Guazhou 瓜州, Yumen 玉门, Jinta 金塔, Jiuquan, Suzhou 酒泉市肃州区, Gaotai 高台, Linze 临泽, Zhangye, Ganzhou 张掖市甘州区, Shandan 山丹, Yongchang 永昌, Minle 民勤, Wuwei, Liangzhou 武威市凉州区, Gulang 古浪, Tianzhu 天祝, Yongdeng 永登, Jintai 景泰 u. a. | Han-Dynastie                                                                                           |                                                                                        |
| 253 | Ming changcheng ji yanxian chengzhang fengsui 明长城及沿线城障烽燧                                                                         | Jiayuguan 嘉峪关, 酒泉市肃州区, 金塔, 高台, 临泽, 张掖市甘州区, 山丹, 永昌, 武威市凉州区, 民勤, 古浪, 天祝, 兰州, 景泰, 靖远等市, 县, 区 | Ming-Dynastie                                                                                          |                                                                                        |
| 254 | Jiangjunshan muqun 将军山墓群 | Yongdeng 永登县 | Han-Dynastie                                                                                           |                                                                                        |
| 255 | Wangjiawan muqun 汪家湾墓群 | Yongdeng 永登县 | Han-Dynastie                                                                                           |                                                                                        |
| 256 | Weijiazhuang muqun 魏家庄墓群 | Gaolan 皋兰县 | Han-Dynastie                                                                                           |                                                                                        |
| 257 | Ming Su wang mu 明肃王墓 | Yuzhong 榆中县 | Ming-Dynastie                                                                                          |                                                                                        |
| 258 | Shuanghuolutan muqun 双豁路滩墓群 | Yongchang 永昌县 | Neolithikum, Han-Dynastie                                                                              |                                                                                        |
| 259 | Liuzhenggou muqun 刘正沟墓群 | Yongchang 永昌县 | Han-Dynastie                                                                                           |                                                                                        |
| 260 | Luandunzi muqun 乱墩子墓群 | Yongchang 永昌县 | Han-Dynastie                                                                                           |                                                                                        |
| 261 | Pan Yulong mu 潘育龙墓 | Jingyuan 靖远县 | Qing-Dynastie                                                                                          |                                                                                        |
| 262 | Zhao Chongguo mu 赵充国墓 (Grab von Zhao Chongguo)                                                                                         | Qingshui 清水县 | Han-Dynastie                                                                                           |                                                                                        |
| 263 | Qingshui Song mu 清水宋墓 | Qingshui 清水县 | Song-Dynastie                                                                                          |                                                                                        |
| 264 | Zaotaizi muqun 旱台子墓群 | Wuwei, Liangzhou 武威市凉州区 | Neolithikum, Han-Dynastie                                                                              |                                                                                        |
| 265 | Wubashan muqun 五坝山墓群 | Wuwei, Liangzhou 武威市凉州区 | Neolithikum, Han-Dynastie, Wei 魏, Jin 晋, Xixia                                                       |                                                                                        |
| 266 | Hongxiangtan muqun 洪祥滩墓群 | Wuwei, Liangzhou 武威市凉州区 | Han-Dynastie                                                                                           |                                                                                        |
| 267 | Langdongzitan muqun 狼洞子滩墓群 | Wuwei, Liangzhou 武威市凉州区 | Han-Dynastie                                                                                           |                                                                                        |
| 268 | Wangjingzhai muqun 王景寨墓群 | Wuwei, Liangzhou 武威市凉州区 | Han-Dynastie                                                                                           |                                                                                        |
| 269 | Xishatan muqun 西沙滩墓群 | Wuwei, Liangzhou 武威市凉州区 | Han-Dynastie                                                                                           |                                                                                        |
| 270 | Leitai Hanmu 雷台汉墓 | Wuwei, Liangzhou 武威市凉州区 | Östliche Han-Dynastie                                                                                  |                                                                                        |
| 271 | Hantanpo muqun 旱滩坡墓群 | Wuwei, Liangzhou 武威市凉州区 | Han-Dynastie, Wei 魏, Jin 晋, Sezchzehn Reiche 十六国                                                  |                                                                                        |
| 272 | Dongshanpo muqun 东山坡墓群 | Wuwei, Liangzhou 武威市凉州区 | Wei 魏, Jin 晋                                                                                         |                                                                                        |
| 273 | Nanshatan muqun 南沙滩墓群 | Wuwei, Liangzhou 武威市凉州区 | Wei 魏, Jin 晋                                                                                         |                                                                                        |
| 274 | Qingju lamawan muqun 青咀喇嘛湾墓群 | Wuwei, Liangzhou 武威市凉州区 | Tang-Dynastie                                                                                          |                                                                                        |
| 275 | Beixin muqun 北新墓群 | Minle民勤县 | Han-Dynastie                                                                                           |                                                                                        |
| 276 | Guancun geda muqun 棺材疙瘩墓群 (包括棺材疙瘩墓群和霸王湖墓群)                                                                             | Minle 民勤县 | Han-Dynastie                                                                                           |                                                                                        |
| 277 | Panjiazui muqun 潘家嘴墓群 | Gulang 古浪县 | Han-Dynastie, Tang-Dynastie                                                                            |                                                                                        |
| 278 | Qingshiwan muqun 青石湾墓群 | Gulang 古浪县 | Han-Dynastie, Tang-Dynastie                                                                            |                                                                                        |
| 279 | Jiazidun muqun 甲子墩墓群 | Zhangye, Ganzhou 张掖市甘州区 | Han-Dynastie                                                                                           |                                                                                        |
| 280 | Shuangduntan muqun 双墩滩墓群 | Zhangye, Ganzhou 张掖市甘州区 | Han-Dynastie                                                                                           |                                                                                        |
| 281 | Hanzhuang muqun 韩庄墓群 | Minle 民乐县 | Han-Dynastie                                                                                           |                                                                                        |
| 282 | Wangshizhai muqun 王什寨墓群 | Minle 民乐县 | Han-Dynastie                                                                                           |                                                                                        |
| 283 | Yonggucheng muqun 永固城墓群 | Minle 民乐县 | Han-Dynastie                                                                                           |                                                                                        |
| 284 | Zhuanbaodun muqun 砖包墩墓群 | Minle 民乐县 | Han-Dynastie                                                                                           |                                                                                        |
| 285 | Xiliugou muqun 西柳沟墓群 | Linze 临泽县 | Han-Dynastie                                                                                           |                                                                                        |
| 286 | Shanyangbaotan muqun 山羊堡滩墓群 | Shandan 山丹县 | Han-Dynastie                                                                                           |                                                                                        |
| 287 | Shangshengoubao muqun 上深沟堡墓群 | Sunan (Yugur) 肃南裕固族自治县 | Han-Dynastie                                                                                           |                                                                                        |
| 288 | Xinange geda muqun 西五个疙瘩墓群 | Sunan (Yugur) 肃南裕固族自治县 | Han-Dynastie                                                                                           |                                                                                        |
| 289 | Bingjiagou muqun 别家沟墓群 | Pingliang, Kongtong 平凉市崆峒区 | Han-Dynastie, Yuan-Dynastie                                                                            |                                                                                        |
| 290 | Dongzhuang muqun 东庄墓群 | Lingtai 灵台县 | Westliche Zhou-Dynastie                                                                                |                                                                                        |
| 291 | Jingcun muqun 景村墓群 | Lingtai 灵台县 | Westliche Zhou-Dynastie                                                                                |                                                                                        |
| 292 | Zaowanghe muqun 告王河墓群 | Lingtai 灵台县 | Han-Dynastie                                                                                           |                                                                                        |
| 293 | Huangfu Mi mu 皇甫谧墓 | Lingtai 灵台县 | Jin-Zeit 晋代                                                                                          |                                                                                        |
| 294 | Niusengru mu 牛僧孺墓 | Lingtai 灵台县 | Tang-Dynastie                                                                                          |                                                                                        |
| 295 | Yujiawan muqun 于家湾墓群 | Chongxin 崇信县 | Westliche Zhou-Dynastie, Sechzehn Reiche 十六国, Song-Dynastie bis Yuan-Dynastie                       |                                                                                        |
| 296 | Liujiagou muqun 刘家沟墓群 | Chongxin 崇信县 | Westliche Zhou-Dynastie bis Han-Dynastie                                                               |                                                                                        |
| 297 | Liyuanliang mu 李元谅墓 | Chongxin 崇信县 | Tang-Dynastie                                                                                          |                                                                                        |
| 298 | Shiyang muqun 石阳墓群 | Zhuanglang 庄浪县 | Han-Dynastie                                                                                           |                                                                                        |
| 299 | Zhuang lang wu jie mu 庄浪吴玠墓 (包括石象生)                                                                                              | Zhuanglang 庄浪县 | Südliche Song-Dynastie                                                                                 |                                                                                        |
| 300 | Jinsi muqun 靳寺墓群 | Jingning 静宁县 | Han-Dynastie                                                                                           |                                                                                        |
| 301 | Dongguanwai muqun 东关外墓群 | Jiuquan, Suzhou 酒泉市肃州区 | Han-Dynastie, Wei 魏, Jin 晋, Ming-Dynastie, Qing-Dynastie                                             |                                                                                        |
| 302 | Luangudui muqun 乱古堆墓群 | Jiuquan, Suzhou 酒泉市肃州区 | Han-Dynastie bis Wei 魏, Jin 晋                                                                        |                                                                                        |
| 303 | Xiaheqing muqun 下河清墓群 | Jiuquan, Suzhou 酒泉市肃州区 | Han-Dynastie bis Wei 魏, Jin 晋                                                                        |                                                                                        |
| 304 | Cuijiananwan muqun 崔家南湾墓群 | Jiuquan, Suzhou 酒泉市肃州区 | Wei 魏, Jin 晋                                                                                         |                                                                                        |
| 305 | Jiunanganqubeishitan muqun 旧南干渠北石滩墓群                                                                                              | Jiuquan, Suzhou 酒泉市肃州区 | Wei 魏, Jin 晋                                                                                         |                                                                                        |
| 306 | Guoyuan – Xincheng muqun 果园—新城墓群 | Jiuquan, Suzhou; Jiayuguan 酒泉市肃州区, 嘉峪关市 | Wei 魏, Jin 晋, Tang-Dynastie 包括果园, 丁家闸, 佘家坝, 西沟, 小土山, 丁家闸壁画墓, 新城等墓群         |                                                                                        |
| 307 | Quanzi muqun 泉子墓群 | Yumen 玉门市 | Jin-Zeit 晋代                                                                                          |                                                                                        |
| 308 | Hunan, Xituhou, Shanshuigou muqun 南湖, 西土沟, 山水沟墓群                                                                                 | Dunhuang 敦煌市 | Han-Dynastie bis Wei 魏, Jin 晋                                                                        |                                                                                        |
| 309 | Foyemiao – Xindiantai muqun 佛爷庙—新店台墓群                                                                                              | Dunhuang 敦煌市 | Han-Dynastie bis Tang-Dynastie                                                                         |                                                                                        |
| 310 | Qijiawan muqun 祁家湾墓群 | Dunhuang 敦煌市 | Han-Dynastie bis Tang-Dynastie                                                                         |                                                                                        |
| 311 | Dapoliang – Tianquansi muqun 大坡梁-天泉寺墓群                                                                                             | Jinta 金塔县 | Han-Dynastie, 晋                                                                                       |                                                                                        |
| 312 | Changshaling muqun 长沙岭墓群 | Guazhou 瓜州县 | Han-Dynastie bis 魏, 晋                                                                                |                                                                                        |
| 313 | Mingshui muqun 冥水墓群 | Guazhou 瓜州县 | Han-Dynastie bis 魏, 晋                                                                                |                                                                                        |
| 314 | Tashi muqun 踏实墓群 | Guazhou 瓜州县 | Han-Dynastie bis Wei 魏, Jin 晋                                                                        |                                                                                        |
| 315 | Suoyangcheng muqun 锁阳城墓群 | Guazhou 瓜州县 | Han-Dynastie bis Tang-Dynastie 包括东墓群，西墓群，南墓群和1, 2, 3号房址                               |                                                                                        |
| 316 | Fujiezi mu 傅介子墓 | Qingcheng 庆城县 | Han-Dynastie                                                                                           |                                                                                        |
| 317 | Yanshi jiazu mudi 燕氏家族墓地 | Zhengning 正宁县 | Yuan-Dynastie                                                                                          |                                                                                        |
| 318 | Wangfu mu 王符墓 | Zhenyuan 镇原县 | Han-Dynastie                                                                                           |                                                                                        |
| 319 | Huguozhen mu 胡国珍墓 | Zhenyuan 镇原县 | Nördliche Wei-Dynastie                                                                                 |                                                                                        |
| 320 | Chankoucun muqun 巉口村墓群（包括遗址） | Dingxi, Anding 定西市安定区 | Han-Dynastie                                                                                           |                                                                                        |
| 321 | Zhujiazhuang muqun 朱家庄墓群 | Dingxi, Anding 定西市安定区 | Han-Dynastie                                                                                           |                                                                                        |
| 322 | Dong'ershilipu muqun 东二十里铺墓群 ´ | Lintao 临洮县 | Han-Dynastie                                                                                           |                                                                                        |
| 323 | Wangshi jiazu mudi 汪氏家族墓地 | Zhang 漳县 | Yuan-Dynastie bis Ming-Dynastie                                                                        |                                                                                        |
| 324 | Wu Ting mu ji Wu Ting bei 吴挺墓及吴挺碑                                                                                                   | Cheng 成县 | Südliche Song-Dynastie 包括华表和石翁仲等                                                              |                                                                                        |
| 325 | Weixian Wu jie mu ji mubei 徽县吴玠墓及墓碑                                                                                                | Wei 徽县 | Südliche Song-Dynastie                                                                                 |                                                                                        |
| 326 | Lishi jiazu mudi 李氏家族墓地 | Lintan 临潭县 | Ming-Dynastie                                                                                          |                                                                                        |
| 327 | Baitashan baita 白塔山白塔 | Lanzhou, Chengguan 兰州市城关区 | Ming-Dynastie                                                                                          |                                                                                        |
| 328 | Zhuangyan si 庄严寺 | Lanzhou, Chengguan 兰州市城关区 | Ming-Dynastie                                                                                          |                                                                                        |
| 329 | Baiyi sita ji Baiyi pusa dian 白衣寺塔及白衣菩萨殿                                                                                         | Lanzhou, Chengguan 兰州市城关区 | Ming-Dynastie, Qing-Dynastie                                                                           |                                                                                        |
| 330 | Lanzhou fu Chenghuang miao 兰州府城隍庙 | Lanzhou, Chengguan 兰州市城关区 | Ming-Dynastie, Qing-Dynastie                                                                           |                                                                                        |
| 331 | Lanzhou fu wenmiao dachengdian 兰州府文庙大成殿                                                                                            | Lanzhou, Chengguan 兰州市城关区 | Ming-Dynastie, Qing-Dynastie                                                                           |                                                                                        |
| 332 | Gansu Juyuan 甘肃举院 | Lanzhou, Chengguan 兰州市城关区 | Qing-Dynastie                                                                                          |                                                                                        |
| 333 | Lanzhou Chanyuan 兰州禅院 | Lanzhou, Chengguan 兰州市城关区 | Qing-Dynastie                                                                                          |                                                                                        |
| 334 | Jintianguan 金天观 | Lanzhou, Qilihe 兰州市七里河区 | Ming-Dynastie, Qing-Dynastie                                                                           |                                                                                        |
| 335 | Haide si 海德寺 | Yongdeng 永登县 | Ming-Dynastie                                                                                          |                                                                                        |
| 336 | Hongcheng Gan'en si 红城感恩寺 | Yongdeng 永登县 | Ming-Dynastie bis Qing-Dynastie                                                                        |                                                                                        |
| 337 | Lu tusi yamen jiuzhi 鲁土司衙门旧址 | Yongdeng 永登县 | Ming-Dynastie, Qing-Dynastie                                                                           |                                                                                        |
| 338 | Xianjiao si Leitan 显教寺—雷坛 | Yongdeng 永登县 | Ming-Dynastie, Qing-Dynastie                                                                           |                                                                                        |
| 339 | Gaojia citang 高家祠堂 | Yuzhong 榆中县 | Qing-Dynastie                                                                                          |                                                                                        |
| 340 | Xinglongshanwoqiao 兴隆山卧桥 | Yuzhong 榆中县 | Qing-Dynastie                                                                                          |                                                                                        |
| 341 | Wanli changcheng - Jiayuguan 万里长城—嘉峪关                                                                                               | Jiayuguan 嘉峪关市 | Ming-Dynastie                                                                                          |                                                                                        |
| 342 | Shengrong si ta 圣容寺塔 | Yongchang 永昌县 | Tang-Dynastie                                                                                          |                                                                                        |
| 343 | Beihaizi ta 北海子塔 | Yongchang 永昌县 | Ming-Dynastie                                                                                          |                                                                                        |
| 344 | Yongchang Zhonggu lou 永昌钟鼓楼 | Yongchang 永昌县 | Ming-Dynastie                                                                                          |                                                                                        |
| 345 | Houjie Qingzhensi 后街清真寺 | Tianshui, Qinzhou 天水市秦州区 | Yuan-Dynastie bis Qing-Dynastie                                                                        |                                                                                        |
| 346 | Jixinci 纪信祠 | Tianshui, Qinzhou 天水市秦州区 | Ming-Dynastie                                                                                          |                                                                                        |
| 347 | Fu Xi miao 伏羲庙 | Tianshui, Qinzhou 天水市秦州区 | Ming-Dynastie, Qing-Dynastie                                                                           |                                                                                        |
| 348 | Hushi guminju jianzhu 胡氏古民居建筑 (即“南, 北宅子”)                                                                                      | Tianshui, Qinzhou 天水市秦州区 | Ming-Dynastie, Qing-Dynastie                                                                           |                                                                                        |
| 349 | Lian Tengxiao zhaiyuan 连腾霄宅院 | Tianshui, Qinzhou 天水市秦州区 | Ming-Dynastie, Qing-Dynastie                                                                           |                                                                                        |
| 350 | Yuquanguan 玉泉观 | Tianshui, Qinzhou 天水市秦州区 | Ming-Dynastie, Qing-Dynastie                                                                           |                                                                                        |
| 351 | Zhang Qinglin zhaiyuan 张庆麟宅院 | Tianshui, Qinzhou 天水市秦州区 | Ming-Dynastie, Qing-Dynastie                                                                           |                                                                                        |
| 352 | Shizuorui zhaiyuan 石作瑞宅院 | Tianshui, Qinzhou 天水市秦州区 | Qing-Dynastie                                                                                          |                                                                                        |
| 353 | Harui zhaiyuan 哈锐宅院 | Tianshui, Qinzhou 天水市秦州区 | Qing-Dynastie                                                                                          |                                                                                        |
| 354 | Xingguo-Tempel 兴国寺 | Qin’an 秦安县 | Yuan-Dynastie                                                                                          |                                                                                        |
| 355 | Qin'an Wenmiao Dacheng dian 秦安文庙大成殿                                                                                                 | Qin’an 秦安县 | Ming-Dynastie                                                                                          |                                                                                        |
| 356 | Gangu wenmiao dacheng dian 甘谷文庙大成殿                                                                                                  | Gangu 甘谷县 | Ming-Dynastie                                                                                          |                                                                                        |
| 357 | Caijia si 蔡家寺 | Gangu 甘谷县 | Qing-Dynastie                                                                                          |                                                                                        |
| 358 | Wushanguan si 武山官寺 | Wushan 武山县 | Yuan-Dynastie, Ming-Dynastie                                                                           |                                                                                        |
| 359 | Wuwei Wenmiao 武威文庙 | Wuwei, Liangzhou 武威市凉州区 | Ming-Dynastie                                                                                          |                                                                                        |
| 360 | Haizang si 海藏寺 | Wuwei, Liangzhou 武威市凉州区 | Ming-Dynastie bis Zeit der Republik                                                                    |                                                                                        |
| 361 | Dayun si ji tangzhong 大云寺及唐钟 | Wuwei, Liangzhou 武威市凉州区 | Qing-Dynastie                                                                                          |                                                                                        |
| 362 | Xiashuangdamiao ji Kuixing ge 下双大庙及魁星阁                                                                                             | Wuwei, Liangzhou 武威市凉州区 | Qing-Dynastie                                                                                          |                                                                                        |
| 363 | Minle Shengrong si 民勤圣容寺 | Minle 民勤县 | Ming-Dynastie bis Zeit der Republik                                                                    |                                                                                        |
| 364 | Dongzhenda miao 东镇大庙 | Minle 民勤县 | Qing-Dynastie                                                                                          |                                                                                        |
| 365 | Erfen damiao shuanglou 二分大庙双楼 | Minle 民勤县 | Qing-Dynastie                                                                                          |                                                                                        |
| 366 | Zhenguo ta 镇国塔 | Minle 民勤县 | Qing-Dynastie                                                                                          |                                                                                        |
| 367 | Sanyi dian 三义殿 | Gulang 古浪县 | Ming-Dynastie                                                                                          |                                                                                        |
| 368 | Caishen ge 财神阁 | Gulang 古浪县 | Qing-Dynastie                                                                                          |                                                                                        |
| 369 | Dongda si 东大寺 | Tianzhu (Tibeter) 天祝藏族自治县 | Qing-Dynastie                                                                                          |                                                                                        |
| 370 | Tiantang si 天堂寺 | Tianzhu (Tibeter) 天祝藏族自治县 | Qing-Dynastie                                                                                          |                                                                                        |
| 371 | Donggu cheng chenglou 东古城城楼 | Zhangye, Ganzhou 张掖市甘州区 | Han-Dynastie, Ming-Dynastie                                                                            |                                                                                        |
| 372 | Tempel des Großen Buddha 张掖大佛寺 | Zhangye, Ganzhou 张掖市甘州区 | Xixia 西夏, Qing-Dynastie                                                                              |                                                                                        |
| 373 | Xilai-Tempel 西来寺 | Zhangye, Ganzhou 张掖市甘州区 | Ming-Dynastie bis Qing-Dynastie                                                                        |                                                                                        |
| 374 | Zhangye dongcang 张掖东仓 | Zhangye, Ganzhou 张掖市甘州区 | Ming-Dynastie, Qing-Dynastie                                                                           |                                                                                        |
| 375 | Wanshou si 万寿寺 | Zhangye, Ganzhou 张掖市甘州区 | Qing-Dynastie, Zeit der Republik 包括木塔和藏经楼                                                      |                                                                                        |
| 376 | Gao Zongbin zhaiyuan 高总兵宅院 | Zhangye, Ganzhou 张掖市甘州区 | Qing-Dynastie                                                                                          |                                                                                        |
| 377 | Zhangye shanxihuiguan 张掖山西会馆 | Zhangye, Ganzhou 张掖市甘州区 | Qing-Dynastie                                                                                          |                                                                                        |
| 378 | Zhangye zhonggulou ji tangzhong 张掖钟鼓楼及唐钟                                                                                           | Zhangye, Ganzhou 张掖市甘州区 | Qing-Dynastie                                                                                          |                                                                                        |
| 379 | Zhangye Minle huiguan 张掖民勤会馆 | Zhangye, Ganzhou 张掖市甘州区 | Zeit der Republik                                                                                      |                                                                                        |
| 380 | Shanghuayuan xitai 上花园戏台 | Minle 民乐县 | Ming-Dynastie, Qing-Dynastie                                                                           |                                                                                        |
| 381 | Yuantong si ta 圆通寺塔 | Minle 民乐县 | Ming-Dynastie, Qing-Dynastie                                                                           |                                                                                        |
| 382 | Sijia Kuixing lou 四家魁星楼 | Minle 民乐县 | Qing-Dynastie                                                                                          |                                                                                        |
| 383 | Hongshan Kuixing lou 红山魁星楼 | Gaotai 高台县 | Ming-Dynastie, Qing-Dynastie                                                                           |                                                                                        |
| 384 | Lingkong ta 凌空塔 | Pingliang, Kongtong 平凉市崆峒区 | Ming-Dynastie                                                                                          |                                                                                        |
| 385 | Pingliang huangmiao 平凉隍庙 | Pingliang, Kongtong 平凉市崆峒区 | Ming-Dynastie                                                                                          |                                                                                        |
| 386 | Yan'en si ta 延恩寺塔 | Pingliang, Kongtong 平凉市崆峒区 | Ming-Dynastie                                                                                          |                                                                                        |
| 387 | Jingchuan huangmiao 泾川隍庙 | Jingchuan 泾川县 | Ming-Dynastie bis Qing-Dynastie                                                                        |                                                                                        |
| 388 | Wukang wangmiao 武康王庙 | Chongxin 崇信县 | Ming-Dynastie, Qing-Dynastie                                                                           |                                                                                        |
| 389 | Huating Panlong si ta 华亭盘龙寺塔 | Huating 华亭县 | Ming-Dynastie                                                                                          |                                                                                        |
| 390 | Jingning Qingzhen si 静宁清真寺 | Jingning 静宁县 | Ming-Dynastie, Qing-Dynastie                                                                           |                                                                                        |
| 391 | Jingning wenmiao 静宁文庙 | Jingning 静宁县 | Ming-Dynastie, Qing-Dynastie                                                                           |                                                                                        |
| 392 | Jiuquan zhonggu lou 酒泉钟鼓楼 | Jiuquan, Suzhou 酒泉市肃州区 | Qing-Dynastie                                                                                          |                                                                                        |
| 393 | Dunhuang nancang 敦煌南仓 | Dunhuang 敦煌市 | Qing-Dynastie                                                                                          |                                                                                        |
| 394 | Baima ta 白马塔 | Dunhuang 敦煌市 | Qing-Dynastie, Zeit der Republik                                                                       |                                                                                        |
| 395 | Tayuan si jinta 塔院寺金塔 | Jinta 金塔县 | Ming-Dynastie, Qing-Dynastie                                                                           |                                                                                        |
| 396 | Xiaojin ta 肖金塔 | Qingyang, Xifeng 庆阳市西峰区 | Song-Dynastie                                                                                          |                                                                                        |
| 397 | Puzhao si dadian 普照寺大殿 | Qingcheng 庆城县 | Ming-Dynastie                                                                                          |                                                                                        |
| 398 | Zhoujiubang mufang 周旧邦木坊 | Qingcheng 庆城县 | Ming-Dynastie                                                                                          |                                                                                        |
| 399 | Huanxian ta 环县塔 | Huan 环县 | Song-Dynastie                                                                                          |                                                                                        |
| 400 | Huanxian Xinglongshan gujianqun 环县兴隆山古建群                                                                                           | Huan 环县 | Ming-Dynastie, Qing-Dynastie                                                                           |                                                                                        |
| 401 | Baima zaoxiang ta 白马造像塔 | Huachi 华池县 | Nördliche Song-Dynastie                                                                                |                                                                                        |
| 402 | Donghuachita 东华池塔 | Huachi 华池县 | Nördliche Song-Dynastie                                                                                |                                                                                        |
| 403 | Huachi Panlong si zaoxiang ta 华池盘龙寺造像塔                                                                                             | Huachi 华池县 | Song-Dynastie                                                                                          |                                                                                        |
| 404 | Jiaozhachuanwanfota 脚扎川万佛塔 | Huachi 华池县 | Song-Dynastie                                                                                          |                                                                                        |
| 405 | Shuangtasi zaoxiang ta 双塔寺造像塔 | Huachi华池县 | Song-Dynastie                                                                                          |                                                                                        |
| 406 | Heshuitarwan zaoxiang ta 合水塔儿湾造像塔                                                                                                  | Heshui 合水县 | Song-Dynastie                                                                                          |                                                                                        |
| 407 | Tarzhuang ta 塔儿庄塔 | Ning 宁县 | Tang-Dynastie                                                                                          |                                                                                        |
| 408 | Ningshou sita 凝寿寺塔 | Ning 宁县 | Zeit der Fünf Dynastien, Song-Dynastie                                                                 |                                                                                        |
| 409 | Xiangle zhuanta 湘乐砖塔 | Ning 宁县 | Song-Dynastie                                                                                          |                                                                                        |
| 410 | Jining lou 辑宁楼 | Ning 宁县 | Qing-Dynastie                                                                                          |                                                                                        |
| 411 | Zhengping shufang 政平书房 | Ning 宁县 | Qing-Dynastie                                                                                          |                                                                                        |
| 412 | Weiyuanlou ji Songzhong 威远楼及宋钟 | Longxi 陇西县 | Ming-Dynastie                                                                                          |                                                                                        |
| 413 | Baochanglou 保昌楼 | Longxi 陇西县 | Qing-Dynastie                                                                                          |                                                                                        |
| 414 | Shanjuzhuang Baita 山咀庄白塔 | Minle 岷县 | Ming-Dynastie                                                                                          |                                                                                        |
| 415 | Fujingaungyanyuan福津广严院 | Longnan, Wudu 陇南市武都区 | Song-Dynastie, Qing-Dynastie                                                                           |                                                                                        |
| 416 | Wenxian Wenchang lou 文县文昌楼 | Wen 文县 | Qing-Dynastie                                                                                          |                                                                                        |
| 417 | Zitong Wenchang dijun miao 梓潼文昌帝君庙                                                                                                  | Dangchang 宕昌县 | Ming-Dynastie, Qing-Dynastie                                                                           |                                                                                        |
| 418 | Pingluo Longfeng qiao 平洛龙凤桥 | Kang 康县 | Ming-Dynastie                                                                                          |                                                                                        |
| 419 | Lichuan Baita 栗川白塔 | Wei 徽县 | Song-Dynastie                                                                                          |                                                                                        |
| 420 | Liangdang Wenmiao dadian 两当文庙大殿 | Liangdang 两当县 | Ming-Dynastie                                                                                          |                                                                                        |
| 421 | Taozhou weicheng 洮州卫城 | Lintan 临潭县 | Ming-Dynastie, Qing-Dynastie                                                                           | (Xincheng Suwei'ai jiuzhi bingru 新城苏维埃旧址并入)                                   |
| 422 | Labuleng si 拉卜楞寺 | Xiahe 夏河县 | Qing-Dynastie                                                                                          |                                                                                        |
| 423 | Heishan yanhua 黑山岩画 | Jiayuguan 嘉峪关市 | Zeit der Streitenden Reiche bis Ming-Dynastie                                                          |                                                                                        |
| 424 | Beishan yanhua 北山岩画 | Yongchang 永昌县 | Zeit der Streitenden Reiche bis Han-Dynastie                                                           |                                                                                        |
| 425 | Hongshan si shiku 红山寺石窟 | Baiyin, Pingchuan 白银市平川区 | Yuan-Dynastie bis Qing-Dynastie                                                                        |                                                                                        |
| 426 | Faquan si shiku 法泉寺石窟 | Jingyuan 靖远县 | Nördliche Wei-Dynastie bis Ming-Dynastie                                                               |                                                                                        |
| 427 | Sirwan shiku 寺儿湾石窟 | Jingyuan 靖远县 | Tang-Dynastie, Qing-Dynastie                                                                           |                                                                                        |
| 428 | Maijishan-Grotten 麦积山石窟 | Tianshui, Maiji 天水市麦积区 | Nördliche Wei-Dynastie bis Ming-Dynastie                                                               |                                                                                        |
| 429 | Xianrenya shiku 仙人崖石窟 | Tianshui, Maiji 天水市麦积区 | Nördliche Dynastien bis Qing-Dynastie                                                                  |                                                                                        |
| 430 | Lu Gongji zaoxiang bei 鲁恭姬造像碑 | Qingshui 清水县 | Nördliche Zhou-Dynastie                                                                                |                                                                                        |
| 431 | Daxiangshan shiku 大像山石窟 | Gangu 甘谷县 | Nördliche Wei-Dynastie bis Qing-Dynastie                                                               |                                                                                        |
| 432 | Huagai si shiku 华盖寺石窟 | Gangu 甘谷县 | Ming-Dynastie, Qing-Dynastie                                                                           |                                                                                        |
| 433 | Shuiliandong shiku 水帘洞石窟 | Wushan 武山县 | Nördliche Zhou-Dynastie bis Qing-Dynastie 包括拉梢寺, 千佛洞, 显圣池, 水帘洞                           |                                                                                        |
| 434 | Mutisi-Grotten 木梯寺石窟 | Wushan 武山县 | Nördliche Wei-Dynastie bis Qing-Dynastie                                                               |                                                                                        |
| 435 | Tiantishan-Grotten 天梯山石窟 | Wuwei, Liangzhou 武威市凉州区 | Nördliche Dynastien bis Tang-Dynastie                                                                  |                                                                                        |
| 436 | Zhongxiu Huguo si Ganying ta bei (Xixia bei) 重修护国寺感应塔碑（西夏碑）                                                                  | Wuwei, Liangzhou 武威市凉州区 | Xixia 西夏                                                                                             |                                                                                        |
| 437 | Xining wang Xindu gong shendao bei 西宁王忻都公神道碑                                                                                      | Wuwei, Liangzhou 武威市凉州区 | Yuan-Dynastie                                                                                          |                                                                                        |
| 438 | Chidu hu gao chang wang shi xun bei 亦都护高昌王世勋碑                                                                                     | Wuwei, Liangzhou 武威市凉州区 | Yuan-Dynastie                                                                                          |                                                                                        |
| 439 | Mati si shiku qun 马蹄寺石窟群 | Sunan (Yugur) 肃南裕固族自治县 | Sechzehn Reiche 十六国 bis Qing-Dynastie 包括马蹄南, 北二寺, 金塔寺, 千佛洞及上, 中, 下观音洞          |                                                                                        |
| 440 | Wenshushan shiku 文殊山石窟 | Sunan (Yugur) 肃南裕固族自治县 | Nördliche Dynastien bis Xixia 西夏                                                                     |                                                                                        |
| 441 | Yumushan yanhua 榆木山岩画 | Sunan (Yugur) 肃南裕固族自治县 | 待考                                                                                                   | 包括黑石头沟, 寡妇房地子, 灰房地子, 老虎沟, 大滩沟, 石炭沟, 木头沟, 象牙台子和雷山等处 |
| 442 | Kongtongshan Falun si Taluoni jingchuang 崆峒山法轮寺陀罗尼经幢                                                                            | Pingliang, Kongtong 平凉市崆峒区 | Nördliche Song-Dynastie                                                                                |                                                                                        |
| 443 | Wangmugong shiku 王母宫石窟 | Jingchuan 泾川县 | Nördliche Wei-Dynastie                                                                                 | 包括石窟, 重修回山王母宫颂碑, 南石窟寺之碑, 镇海寺蒙文碑和大安铁钟                     |
| 444 | Matisi-Grotten 南石窟寺 | Jingchuan 泾川县 | Nördliche Wei-Dynastie bis Tang-Dynastie                                                               |                                                                                        |
| 445 | Shigong si shiku 石拱寺石窟 | Huating 华亭县 | Nördliche Wei-Dynastie bis Tang-Dynastie                                                               |                                                                                        |
| 446 | Jiangoushi Foqun 建沟石佛群 | Huating 华亭县 | Jin-Dynastie 金 bis Ming-Dynastie                                                                      |                                                                                        |
| 447 | Yunyasi shiku 云崖寺石窟 | Zhuanglang 庄浪县 | Nördliche Wei-Dynastie bis Ming-Dynastie                                                               |                                                                                        |
| 448 | Chenjiadong shiku 陈家洞石窟 | Zhuanglang 庄浪县 | Nördliche Wei-Dynastie, Tang-Dynastie, Ming-Dynastie, Qing-Dynastie                                    |                                                                                        |
| 449 | Changma shiku 昌马石窟 | Yumen 玉门市 | Nördliche Wei-Dynastie bis Song-Dynastie                                                               |                                                                                        |
| 450 | Changma yanhua 昌马岩画 | Yumen 玉门市 | 待考                                                                                                   | 包括鹿子沟, 香毛山两处                                                                 |
| 451 | Mogao-Grotten 莫高窟(inkl. Xi Qian Fo dong 西千佛洞)                                                                                       | Dunhuang 敦煌市 | 十六国 bis Qing-Dynastie                                                                               |                                                                                        |
| 452 | Yulin-Grotten 榆林窟 | Guazhou 瓜州县 | Nördliche Wei-Dynastie bis Qing-Dynastie 包括下洞子                                                    |                                                                                        |
| 453 | Dongqianfodong shidong 东千佛洞石窟 | Guazhou 瓜州县 | Nördliche Wei-Dynastie bis Qing-Dynastie                                                               |                                                                                        |
| 454 | Aerluolita yanhua 阿尔格力太岩画 | Subei (Mongolen) 肃北蒙古族自治县 | Zeit der Frühlings- und Herbstannalen-Han-Dynastie                                                     |                                                                                        |
| 455 | Wugemiao shiku 五个庙石窟 | Subei (Mongolen) 肃北蒙古族自治县 | Nördliche Wei-Dynastie bis Zeit der Fünf Dynastien                                                     |                                                                                        |
| 456 | Daheigou yanhua 大黑沟岩画 | Subei (Mongolen) 肃北蒙古族自治县 | 待考                                                                                                   |                                                                                        |
| 457 | Huiwanzi yanhua 灰湾子岩画 | Subei (Mongolen) 肃北蒙古族自治县 | 待考                                                                                                   |                                                                                        |
| 458 | Qigekü yanhua 七个驴岩画 | Subei (Mongolen) 肃北蒙古族自治县 | 待考                                                                                                   |                                                                                        |
| 459 | Nordgrotten-Tempel 北石窟寺 | Qingyang, Xifeng 庆阳市西峰区 | Nördliche Wei-Dynastie bis Song-Dynastie 包括北石窟寺, 花鸨崖, 石崖东台, 楼底村1号窟和石道坡古道及窟龛 |                                                                                        |
| 460 | Tianqingguan Laozi daodejing zhuang 天庆观老子道德经幢                                                                                     | Qingcheng 庆城县 | Nördliche Song-Dynastie                                                                                |                                                                                        |
| 461 | Ming moke Huang ting jian yun ting yan ji shi bei 明摹刻黄庭坚云亭宴集诗碑                                                                 | Qingcheng 庆城县 | Ming-Dynastie                                                                                          |                                                                                        |
| 462 | Zhongjian Song Fan Han er gong citang ji bei 重建宋范韩二公祠堂记碑                                                                        | Qingcheng 庆城县 | Ming-Dynastie                                                                                          |                                                                                        |
| 463 | Baoquan si – Zhangjiagoumen shiku 保全寺—张家沟门石窟                                                                                      | Heshui 合水县 | Nördliche Wei-Dynastie                                                                                 |                                                                                        |
| 464 | Lianhua si shiku 莲花寺石窟 | Heshui 合水县 | Tang-Dynastie, Song-Dynastie                                                                           |                                                                                        |
| 465 | Cheng tian guan zhi bei 承天观之碑 | Zhengning 正宁县 | Nördliche Song-Dynastie                                                                                |                                                                                        |
| 466 | Luo chuan Zhao shi shi fang 罗川赵氏石坊                                                                                                   | Zhengning 正宁县 | Ming-Dynastie                                                                                          |                                                                                        |
| 467 | Xiuzhu xin zi zhou zhou qiang ji shu ya ji bei (Niu gong bei) 修筑新子州州墙及署衙记碑（牛公碑）                                           | Ning 宁县 | Zeit der Fünf Dynastien (Liang 梁)                                                                     |                                                                                        |
| 468 | Shikong si shiku 石空寺石窟 | Zhenyuan 镇原县 | Song-Dynastie                                                                                          |                                                                                        |
| 469 | Yushan si shiku 玉山寺石窟 | Zhenyuan 镇原县 | Song-Dynastie                                                                                          |                                                                                        |
| 470 | Shouyang shan bianbei 首阳山辨碑 | Weiyuan 渭源县 | Ming-Dynastie                                                                                          |                                                                                        |
| 471 | Ge shu han jigong bei 哥舒翰纪功碑 | Lintao 临洮县 | Tang-Dynastie                                                                                          |                                                                                        |
| 472 | Yuzhi dachong jiaosi bei 御制大崇教寺碑 | Min 岷县 | Ming-Dynastie                                                                                          |                                                                                        |
| 473 | Wanxiang dong shike tiji 万象洞石刻题记 | Longnan, Wudu 陇南市武都区 | Nördliche Zhou-Dynastie bis Qing-Dynastie                                                              |                                                                                        |
| 474 | Xixia song moya shike 西峡颂摩崖石刻 | Cheng 成县 | Östliche Han-Dynastie 包括西峡颂, 耿勋碑等23方摩崖题记                                                 |                                                                                        |
| 475 | Zhao Mengfu shu Zhao shi yan jia miao bei 赵孟頫书赵世延家庙碑                                                                             | Li 礼县 | Yuan-Dynastie                                                                                          |                                                                                        |
| 476 | Wang Renyu shendao bei 王仁裕神道碑 | Li 礼县 | Nördliche Song-Dynastie                                                                                |                                                                                        |
| 477 | Xinxiu shuilu jimoya shike 新修白水路记摩崖石刻                                                                                            | Wei 徽县 | Nördliche Song-Dynastie                                                                                |                                                                                        |
| 478 | Bingling-Tempel 炳灵寺石窟 | Yongjing 永靖县 | Westliches Qin 西秦 bis Ming-Dynastie                                                                  |                                                                                        |
| 479 | Li jiangjun bei 李将军碑 | Hezuo 合作市 | Tang-Dynastie                                                                                          | 原在临潭与卓尼两县交界处，现存甘南藏族自治州博物馆院内                                 |
| 480 | Zhangdi jun liang bei 丈地均粮碑 | Zhouqu 舟曲县 | Ming-Dynastie                                                                                          |                                                                                        |
| 481 | Lanzhou Huang He tieqiao 兰州黄河铁桥 | Lanzhou, Chengguan 兰州市城关区 | Qing-Dynastie 包括Ming-Dynastie镇远桥铁柱 (将军柱)                                                     |                                                                                        |
| 482 | Balujun zhu Lanzhou banshichu jiuzhi 八路军驻兰州办事处旧址                                                                                | Lanzhou, Chengguan 兰州市城关区 | 1937–1943                                                                                              | 包括酒泉路, 互助巷两处                                                                 |
| 483 | Lanzhou zhanyi jiuzhi 兰州战役旧址 | Lanzhou, Chengguan 兰州市城关区 | 1949 (中国人民解放军解放大西北最后一次决定性战役纪念地，其中如沈家岭, 营盘岭, 狗娃山等)                |                                                                                        |
| 484 | Hua Linping geming lieshi jinianta 华林坪革命烈士纪念塔                                                                                    | Lanzhou, Qilihe 兰州市七里河区 | 1959                                                                                                   |                                                                                        |
| 485 | Jingyuan zhonggulou 靖远钟鼓楼 | Jingyuan 靖远县 | Zeit der Republik                                                                                      |                                                                                        |
| 486 | Jinning hongjun huishi jiuzhi 会宁红军会师旧址                                                                                             | Jinning 会宁县 | 1936                                                                                                   |                                                                                        |
| 487 | Leitaiguan 雷台观 | Wuwei, Liangzhou 武威市凉州区 | Zeit der Republik                                                                                      |                                                                                        |
| 488 | Luoshisi ta 罗什寺塔 | Wuwei, Liangzhou 武威市凉州区 | Zeit der Republik                                                                                      |                                                                                        |
| 489 | Rui'an bao 瑞安堡 | Minle 民勤县 | Zeit der Republik                                                                                      |                                                                                        |
| 490 | Fuyintang yiyuan jiuzhi 福音堂医院旧址 | Zhangye, Ganzhou 张掖市甘州区 | 近代                                                                                                   |                                                                                        |
| 491 | Linze hongxi lu jun lieshi lingyuan 临泽红西路军烈士陵园                                                                                   | Linze 临泽县 | 现代                                                                                                   |                                                                                        |
| 492 | Gaotai hongxi lu jun lieshi lingyuan 高台红西路军烈士陵园                                                                                  | Gaotai 高台县 | 1956                                                                                                   |                                                                                        |
| 493 | Ai li yu he ke lingyuan 艾黎与何柯陵园 | Shandan 山丹县 | 现代                                                                                                   |                                                                                        |
| 494 | Longdong zhongxue litang 陇东中学礼堂 | Qingcheng 庆城县 | 1940                                                                                                   |                                                                                        |
| 495 | Helian wan Shaan Gan Ning sheng Suwei'ai zhengfu jiuzhi 河连湾陕甘宁省苏维埃政府旧址                                                       | Huan 环县 | 1936                                                                                                   |                                                                                        |
| 496 | Shancheng bao zhanyi jiuzhi 山城堡战役旧址                                                                                                 | Huan 环县 | 1936                                                                                                   |                                                                                        |
| 497 | Nanliang Shan-Gan bianqu Suwei'ai zhengfu jiuzhi 南梁陕甘边区苏维埃政府旧址                                                                | Huachi 华池县 | 1934–1935                                                                                              |                                                                                        |
| 498 | Kangri junzheng daxue di-qi fenjiao jiaobu jiuzhi 抗日军政大学第七分校校部旧址                                                             | Huachi 华池县 | Kangri zhanzheng shiqi 抗日战争时期                                                                    |                                                                                        |
| 499 | Wang Xiaoxi lieshi mu 王孝锡烈士墓 | Ning 宁县 | 现代                                                                                                   |                                                                                        |
| 500 | Bangluo zhen huiyi jiuzhi 榜罗镇会议旧址                                                                                                   | Tongwei 通渭县 | 1935                                                                                                   |                                                                                        |
| 501 | Baling-Brücke 灞陵桥 | Weiyuan 渭源县 | Zeit der Republik                                                                                      |                                                                                        |
| 502 | Ha da pu huiyi jiuzhi 哈达铺会议旧址 | Yanchang 宕昌县 | 1935–1936                                                                                              |                                                                                        |
| 503 | Linxia Donggong guan 临夏东公馆 | Linxia 临夏市 | 近代                                                                                                   |                                                                                        |
| 504 | Linxia Hudie lou 临夏蝴蝶楼 | Linxia 临夏市 | 近代                                                                                                   |                                                                                        |
| 505 | Leiba Fo lieshi jinianbei 肋巴佛烈士纪念碑                                                                                                 | Zhuoni 卓尼县 | 1987                                                                                                   |                                                                                        |
| 506 | Ejie huiyi jiuzhi 俄界会议旧址 | Diebu 迭部县 | 1935                                                                                                   |                                                                                        |
| 507 | Lazikou zhanyi jiuzhi 腊子口战役旧址 | Diebu 迭部县 | 1935                                                                                                   |                                                                                        |
| 508 | Taihe tiezhong ji jieyin si tongfo zaoxiang 泰和铁钟及接引寺铜佛造像                                                                       | Lanzhou, Chengguan 兰州市城关区 | Jin- 金, Ming-Dynastie                                                                                 |                                                                                        |
| 509 | Xiachuan shuiku 下川水车 | Lanzhou, Xigu 兰州市西固区 | Qing-Dynastie                                                                                          |                                                                                        |
| 510 | Zhiping si Tiansheng tongzhong 治平寺天圣铜钟                                                                                              | Pingliang, Kongtong 平凉市崆峒区 | Nördliche Song-Dynastie                                                                                |                                                                                        |
| 511 | Lingtai Mingchang tiezhong 灵台明昌铁钟 | Lingtai 灵台县 | 金代                                                                                                   |                                                                                        |
| 512 | Ciyun si Nüzhen wen tiezhong 慈云寺女真文铁钟                                                                                              | Qingcheng 庆城县 | 金代                                                                                                   |                                                                                        |
| 513 | Puzhao si zhenyuan tongzhong 普照寺贞元铜钟                                                                                                | Ning 宁县 | Jin 金代                                                                                               |                                                                                        |
| 514 | Erlangshan Mingdai tongzhong 二郎山明代铜钟                                                                                                | Min 岷县 | Ming-Dynastie                                                                                          |                                                                                        |